# SN 1998F
SN 1998F – supernowa odkryta 23 stycznia 1998 roku w galaktyce A041650-0544. W momencie odkrycia miała maksymalną jasność 24,50m.